# Thami Ababou
Pour les articles homonymes, voir Ababou.
Thami Ababou (Arabic: التهامي عبابو) est issu d'une vieille famille de l'aristocratie terrienne, guerrière et intellectuelle du Maroc, la famille Ababou,.
Fils du fameux caïd d'el Jaï Ahmed Ababou cité par Moulieras, cousin éloigné du cheikh Mohand ben Messaoud Ababou avec qui il entretint de profondes relations d'amitié jusqu'à son décès en 1942 à Dar Ababou son Palais de Fès.
Ancien précepteur des princes: « Au début du règne de Moulay Abdelaziz, Si Ababou, alors réputé pour sa grande culture musulmane, avait été l'imam de la mosquée intérieure du Palais et précepteur particulier du prince Moulay Youssef. Il avait acquis de l'ascendant sur son élève qui, devenu Sultan, lui a confié la charge de Hagib et de Ministre de la Maison Impériale, ce qui lui conférait la prérogative d'administrer tous les palais impériaux et de veiller à l'entretien et à la discipline de tous leurs occupants, maîtres et serviteurs. L'ancien précepteur avait gardé tout son ascendant et exerçait sur S.M. Moulay Youssef, dans l'ombre du palais, une influence d'autant plus grande qu'elle était occulte. ». Moulay Youssef faisait grand cas du fils (Sidi Ahmed) de Si Thami Ababou, son chambellan qui avait été son précepteur. Sidi Ahmed était le chouchou de Moulay Youssef, chaque fois que le sultan ordonnait à son couturier de confectionner des tenues pour les princes, Sidi Ahmed avait droit à une tenue semblable. C'était aussi le cas des cadeaux. Grand Chambellan (sorte de maire de palais) de Moulay Youssef de 1912 à 1927, véritable homme fort du Makhzen, bras droit du sultan, sa rivalité avec le Grand Vizir El Mokri marquera l'ensemble du règne de Moulay Youssef.Il est en outre l'un des inaugurateurs de la mosquée de Paris, et celui qui fixa l'orientation du mihrab (la Qibla),
Grand propriétaire terrien et l'une des  plus grandes fortunes marocaines du protectorat français il nouera des alliances maritales avec les familles el Fassi et Benslimane/Guebbas/Khattib, entre autres, qui marqueront durablement la politique marocaine. À la mort de Moulay Youssef en 1927 il est considéré comme la plus grande fortune du Maroc.